# Joah Bates
Pour les articles homonymes, voir Bates.
Joah Bates, né le 8 mars 1741 à Halifax et mort le 8 juin 1799 à Londres, est un organiste britannique.

## Biographie
Il fait des études d'orgue avec Hartley à Rochdale ainsi qu'avec Wainwright à Manchester. Il parfait ses études à Eton et à Cambridge. Il est nommé professeur en 1760 du King's College et reçoit le titre de bachelor en art en 1764 puis un master en arts en 1767. Il s'installe à Londres où il organise les Concerts of Ancient Music. Il est aussi chef d'orchestre au Festivals Haendel.